# Далибар, Тома-Франсуа
Тома-Франсуа Далибар (также д’Алибар, фр. Thomas-François Dalibard, французское произношение [tɔma fʁɑ̃swa dalibaʁ]; 5 ноября 1709, Кран-ан-Шампань — 10 марта 1778, Париж) — французский ботаник и физик. Был женат на писательнице Франсуазе-Терезе Омбер де Сен-Фалье.

## Биография
Родился в семье нотариуса Алибара и не имел дворянского происхождения. Учился в школе ораторианцев в Анже, там же некоторое время преподавал. Одним из его учеников был Бюффон, с которым он подружился.
Был одним из первых популяризаторов во Франции системы Линнея: описал по ней растения окрестностей Парижа.
По поручению Бюффона проводил исследования затонувшей древесины для улучшения качества древесины для кораблей, однако его выводы не совпали с выводами Дюамеля дю Монсо, ведущего специалиста по лесному хозяйству того времени, который параллельно занимался тем же вопросом.
В 1750 году получил должность кассира при генералитете (управлении финансами) Меца и Эльзаса, возглавляемом Луи Клодом Дюпеном де Франсуа (дедом Жорж Санд).

### Эксперимент с электричеством
В 1750 году Бенджамин Франклин опубликовал идею эксперимента по определению, является ли молния электричеством: он предложил поместить проводник в грозовое облако. Если бы в облаке было электричество, проводник можно было бы использовать для его извлечения.
Под руководством Далибара, который по предложению Бюффона перевёл на французский «Опыты и наблюдения над электричеством» Франклина, в Марли-ла-Виль был сконструирован такой проводник, представлявший собой заострённый металлический стержень высотой 40 футов (около 12 м), прикреплённый к деревянным столбам. 10 мая 1752 года во время грозы плотник Куаффье, действуя согласно инструкциям Далибара, провёл предложенный Франклином эксперимент: при приближении к стержню лейденской банки наблюдались сильные искры.
Позднее Далибар повторил свой эксперимент перед королём Людовиком XV, после чего был удостоен пожизненной пенсии.
В 1767 году Далибар лично познакомился с Франклином (во время одного из визитов последнего во Францию), и они подружились.

## Публикации
- Inca Garcilaso de la Vega. Histoire des Incas, rois du Pérou, nouvellement traduite de l’espagnol, 1744
- Florae Parisiensis prodromus ou Catalogue des plantes qui naissent dans les environs de Paris, 1749
- Benjamin Franklin. Expériences et observations sur l'électricité faites à Philadelphie en Amérique, traduction de Dalibard, 1752, 2-е издание 1756